# Theodoor van Ryswyck

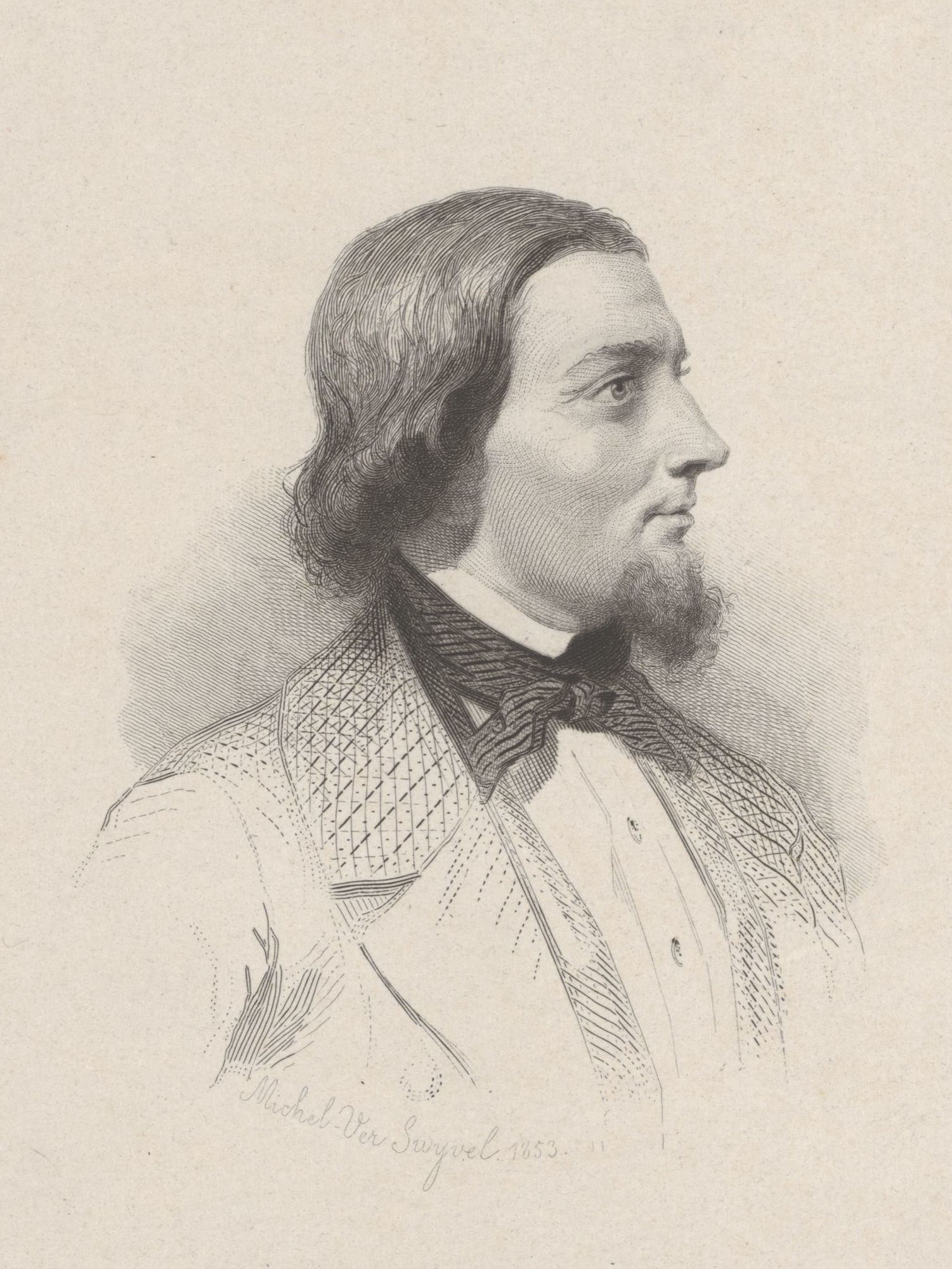
Theodoor van Ryswyck

Theodoor van Ryswyck (Antwerpen, 8 juli 1811 - 7 mei 1849) was een Vlaams schrijver, dichter, publicist, flamingant, grootneerlandist en medeoprichter van het Vlaamse dagblad Vlaemsch België.

## Levensloop
Jan Theodoor, oudste in een gezin van zeven, was een broer van Jan-Baptist Van Ryswyck en van Lambrecht Van Ryswyck en een oom van Jan van Rijswijck.
Hun vader was de onderwijzer, gelegenheidsdichter en weeshuisdirecteur Jan Cornelis Van Ryswyck, die zijn kinderen Vondel, Cats en andere dichters leerde kennen. Theodoor ging in de leer bij beeldhouwer Van der Neer en bij decoratieschilder Altenrath, maar bracht er weinig van terecht. Daarna werd hij ondermeester in een lagere school. In 1830 trad hij toe tot het Belgisch vrijwilligersleger. Nadat hij in 1835 afzwaaide, bracht hij het niet verder dan 'afschrijver' of kopiist bij de Antwerpse Berg van Barmhartigheid.
In 1834 nam hij deel aan een poëziewedstrijd, georganiseerd door de Belgische regering, om de lof van het nieuwe vaderland te bezingen. In 1835 richtte hij, samen met Michiel van der Voort, de letterkundige kring en rederijkerskamer De Olijftak weer op. Hendrik Conscience werd er lid. Het was op aansporing van Van Ryswyck dat hij De Leeuw van Vlaanderen, die hij in het Frans was beginnen te schrijven, in het Nederlands verder schreef en uitgaf.
In 1837 schreef Van Ryswyck de roman Eigenaerdige Verhalen, hetzelfde jaar waarin Hendrik Conscience In 't Wonderjaer publiceerde. Hij kreeg vooral bekendheid als schrijver van gelegenheidsgedichten. Hij schreef enerzijds ernstige poëzie in klassieke versvorm, anderzijds humoristische poëzie in volkse trant, vaak gewijd aan actuele politieke of maatschappelijke gebeurtenissen. In het kader van de met enkele kompanen opgerichte informele 'Sint-Luybrechtsgilde', schreef hij scabreuze en scatologische verzen.
Het Rijnlied (Rheinlied) van Nikolaus Becker, Sie sollen ihn nicht haben/den freien deutschen Rhein... (1840), een reactie op de nationalistische buitenlandse politiek van Frankrijk), werd in 1841 door Van Ryswyck in het Nederlands vertaald. Later was de eerste strofe een inspiratiebron voor de De Vlaamse Leeuw, die Hippoliet van Peene in 1847 schreef, beginnende met: Ze zullen hem niet temmen/de fiere Vlaamse Leeuw...
Theodoor was overtuigd Vlaamsgezind, maar tevens overtuigd Belgischgezind en in politieke zin unionist, net als Conscience, Jan De Laet en Pieter Van Kerckhoven, met wie hij het redacteurschap deelde van De Noordstar (1840-1842). Hij was ook een enthousiast propagandist voor het eerste volwaardig Vlaams dagblad, Vlaemsch België (1844). Hij werkte ook als een van de eersten mee aan Het Handelsblad van Antwerpen (1845). Naast zijn flamingantisme toonde hij belangstelling voor het grootneerlandisme, waar hij over schreef: Hier en aan de overkant, daar en hier is Nederland.
De sterke band die bestond tussen Vlaamse literatoren, onder wie Van Ryswyck, en die in 1847 leidde tot een Heilig Verbond, bleek niet bestand tegen de politieke tegenstellingen tussen katholieken en liberalen. Theodoor voegde zich eerder bij de liberale strekking en publiceerde in De Filter en in De Schrobber. In 1848 trok hij zich echter terug, uit protest tegen de anti-royalistische verzen die zijn broer Jan Baptist in De Filter had gepubliceerd.
Hij leefde een onbezorgd bohemienleven, waarbij drank en seks een grote rol speelden. Toen syfilis en dementia praecox zijn geest onherroepelijk aantastten, werd hij in mei 1848 opgenomen in het krankzinnigengesticht in Lier. Een jaar later werd hij overgebracht naar een psychiatrische inrichting in Antwerpen, waar hij, ongeneeslijk, overleed. Hij was amper zevenendertig.
Kranten wijdden bladzijden aan zijn overlijden. Prudens Van Duyse en Hendrik Conscience spraken een grafrede uit.
Het literaire werk van Theodoor, met inbegrip van zijn dichtwerk, is van geringe literaire waarde, maar werd niettemin bij herhaling opnieuw uitgegeven. Hij bleef immers populair en werd zowel door katholieken als liberalen vaak voor hun 'kar' gespannen. Vanaf 1851 werden bedevaarten naar zijn graf georganiseerd. 
Tegen het einde van de twintigste eeuw werd het werk van Van Ryswyck opnieuw voorwerp van onderzoek, voornamelijk aan de Universiteit Antwerpen. Het oeuvre werd niet zozeer geherwaardeerd vanwege zijn literaire kwaliteiten, maar als informatiebron en getuigenis over het maatschappelijke reilen en zeilen in zijn tijd.

## Kinderen
Theodoor Van Ryswyck was getrouwd en had drie kinderen. Twee van zijn zoons, Edward Van Ryswyck (1840-1892) en Willem Van Ryswyck (1845-1892) volgden zijn voetstappen, als bescheiden gelegenheidsdichters.
Willem wilde in de Antwerpse politiek treden, maar dit werd een ontgoocheling. Hij verhuisde naar Borgerhout, werd er in 1875 gemeenteraadslid, van 1880 tot 1887 schepen en in 1882-1884 waarnemend burgemeester. De laatste jaren van zijn leven was hij 'rijkscommissaris bij de landsverhuizing'.

## Eerbetoon
- Theodoor Van Ryswyck werd eerst begraven op de begraafplaats Stuivenberg. Zijn vrienden van De Olijftak richtten er een monument op. Dit werd in 1895 overgebracht naar de Kielbegraafplaats en in 1936 naar het Schoonselhof (Z1, rij A).
- In 1864 werd in het stadspark een standbeeld van hem onthuld, gemaakt door beeldhouwer Leonard De Cuyper. In 1884 werd het verplaatst naar de IJzerenwaag. Bij die gelegenheid werd het plein omgedoopt in Theodoor Van Ryswyckplaats, tegenwoordig geschreven als "Theodoor Van Rijswijckplaats", al volgt dat niet de correcte schrijfwijze.
- In Boom is er een Theodoor van Ryswycklaan.
- In 1889 werd in Antwerpen een culturele kring opgericht met de naam 'Theodoor van Ryswyck Kring'.
- Op een tekst van Julius De Geyter, componeerde Peter Benoit de bekende en nog vaak op Vlaamse bijeenkomsten gezongen Theodoor Van Ryswyck Mars, waarvan het eerste couplet luidt:

Hij vleide geen groten der wereld,

wat recht was en schoon joeg zijn boezem in brand,

hij duldde geen vreemden tot meesters in 't land,

hij eerde geen kroon dan met glorie bepereld,

hij gaf voor de vrijheid de staf in de hand (bis).

## Publicaties
- Eigenaerdige verhalen, 1837.
- Gedicht aen mijne zuster, 1838.
- Het huwelijk, 1839.
- Eppenstein, een berijmde legende, 1840.
- Antigonus of de volksklagten, hekeldicht in drie zangen tegen de regeringen van Napoleon, Willem I en Leopold I, 1841.
- Poëtische Luimen, 1842.
- Dichterlyke bespiegeling op het Onze Vader, 1842.
- Rubens en Van Dijck, of de Reis naar Itaelje, eene Brabantsche volksvertelling, 1842.
- Bediedenis van den Antwerpschen Ommegang, aen hare Britsche Majesteit Koningin Victoria, 1843.
- Zaemenspraek tusschen Rubens en eenen burger deezer stad, ter gelegenheid der verplaetsing van het standbeeld op de Groenplaets, een gedicht voor het volk, 1843.
- Balladen, 1843.
- Hulde aen de nagedachtenis van Koning Willem den Eersten, 1843.
- Ode bij het openen van de yzeren spoorbaan tusschen Antwerpen en Keulen, 1843.
- Bij het beschouwen der beeltenis van den weledel gestrengen heer D.H. baron Chassé, generael der infanterie, 1844.
- Tafereelen der zeven hoofdzonden, 1844.
- Een woord aen het volk over de voordragt door het ministerie gedaen ter uitvoering van het monopolium of alleen-handel in tabak, 1844.
- Politieke refreinen, 1844.
- Godgewyde gezangen, 1844.
- Drie volksliedjes, 1844.
- Karel de Stoute, Jacob van Artevelde, twee onbekroonde dichtstukken uit de prijskampen van Antwerpen en Gent, 1845.
- Volksliedjes, 1846.

Postume uitgaven
- Volledige werken, 1853 en 1865.
- Volledige dichtwerken, 1878.
- Volledige werken, voor de eerste maal in den oorspronkelijken tekst en volgens tijdsorde geschikt, opnieuw uitgegeven, met ophelderingen en een levensbericht van den dichter, door Jos Staes, 1884.